# Лукава Ніна Амвросіївна
Ніна Амвросіївна Лукава (1912, тепер Окнянського району Одеської області — 1967, село Ставрове, тепер Окнянського району Одеської області) — українська радянська діячка, новатор сільськогосподарського виробництва, свинарка колгоспу імені Чкалова Красноокнянського району Одеської області. Депутат Верховної Ради УРСР 4—5-го скликань. Герой Соціалістичної Праці (10.09.1949).

## Біографія
Народилася у селянській родині. Працювала у колгоспі.
З 1945 року — свинарка колгоспу імені Чкалова (потім — «Шлях Ілліча»; «Дружба народів»; імені ХХІІ з'їзду КПРС) села Ставрове Красноокнянського району Одеської області.
Указом Президії Верховної Ради СРСР від 10 вересня 1949 року свинарці Ніні Амвросіївній Лукавій, яка «виростила протягом року від 7 свиноматок по 27 поросят в середньому на свиноматку, при середній живій вазі поросяти у двохмісячному віці 15,1 кг.», було присвоєно звання Героя Соціалістичної Праці з врученням ордена Леніна і золотої медалі «Серп і Молот». У 1961 році отримала по 25 поросят від кожної із 82 свиноматок своєї групи.

## Нагороди
- Герой Соціалістичної Праці (10.09.1949)
- два ордени Леніна (10.09.1949, 26.02.1958)
- медалі
- Почесна грамота Президії Верховної Ради Української РСР (7.03.1960)